# Vernyhora

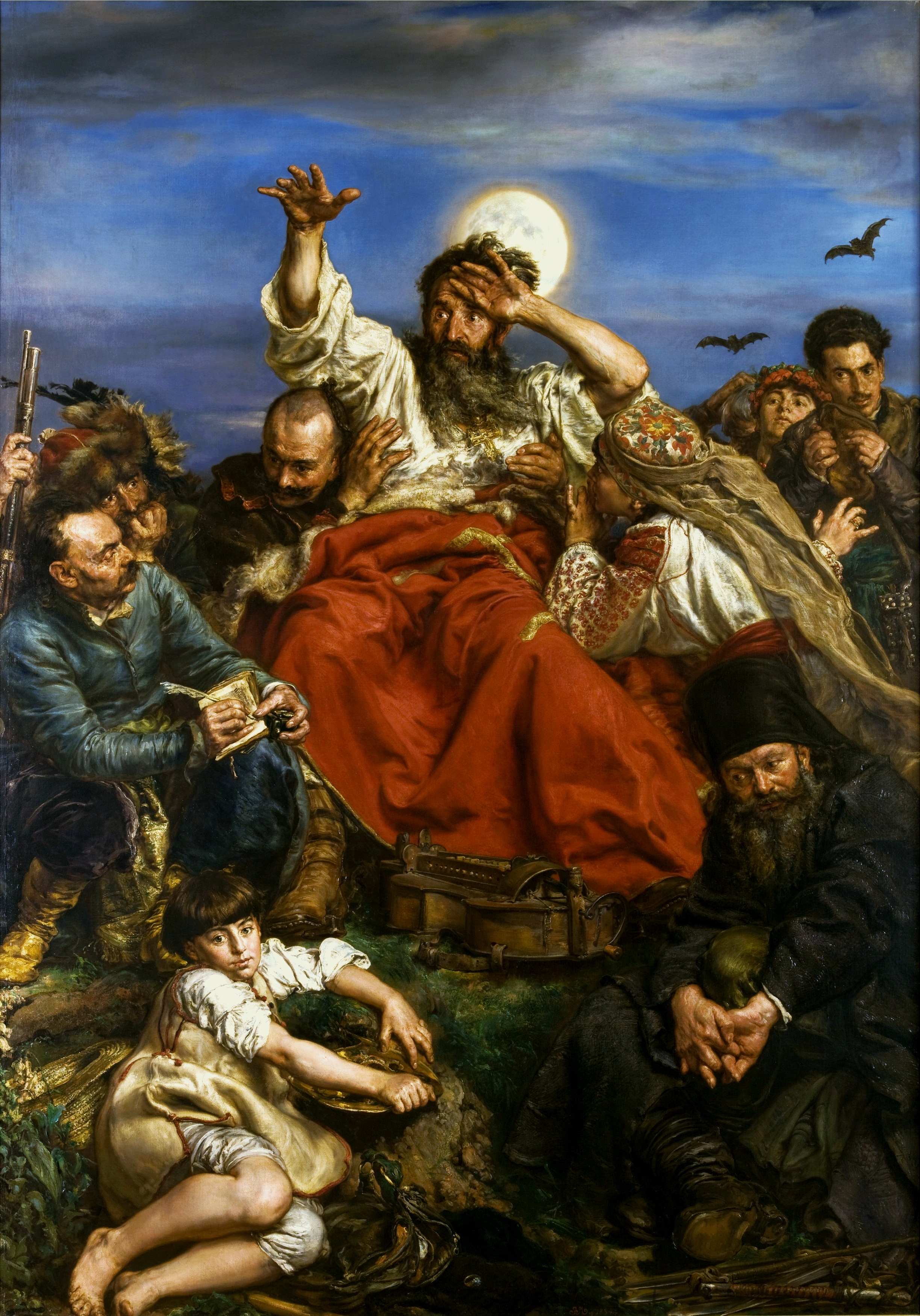
Wernyhora imaginé par Jan Matejko (1882)

Vernyhora ou Wernyhora (en ukrainien : Вернигора, littéralement « Tourne-Montagne » ; de son vrai nom probablement Mosij ou Moïse) est un joueur de lyre cosaque du XVIIIe siècle, prophétisant sur le destin de la Pologne. Il fait partie du folklore ukrainien.
Son existence n'est pas bien établie, et sa légende est transmise principalement par les œuvres de fiction, surtout dans la période romantique et néoromantique.
On lui attribue la Prophétie de Vernyhora (en circulation depuis 1808-1809), où il prédirait les partitions de la Pologne à la fin de XVIIIe siècle et tout au long du XIXe siècle ainsi que sa résurrection subséquente. Ces idées ont été nourries par les écrits de Juliusz Słowacki et Seweryn Goszczyński au XIXe siècle.
En 1901, Vernyhora devint un des héros de la pièce de théâtre de Stanisław Wyspiański, Les Noces (Wesele). « Vernyhora » est également le titre d'un des poèmes d'Andrzej Bursa de 1957, où l'auteur marque à la fois ses attentes liées à la réalisation d'un mythe national et son incapacité de le vivre vraiment.
Vernyhora apparaît dans certains contes folkloriques ukrainiens et biélorusses, en compagnie de Kotyhorochko (en français Roule-Petit-Pois) et Vernydub (Tourne-Chêne). Il a le pouvoir d'écarter les montagnes dressées par magie sur sa route par ses adversaires.
Outre la littérature, Vernyhora apparaît également dans la peinture, par exemple dans le tableau homonyme célèbre de Jan Matejko.